# Margarita Barrientos
Margarita Barrientos (Añatuya, Santiago del Estero; 12 de octubre de 1961) es una activista argentina, fundadora del comedor social Los Piletones. En 2024 la BBC la incluyó en la lista 100 Women, reconociéndola como una de las mujeres más influyentes del mundo.

## Biografía

### Primeros años
Según la biografía, escrita por Luciana Mantero, Barrientos nació el 12 de octubre de 1961 en el seno de una familia humilde de un pueblo cercano a Añatuya (Santiago del Estero). Su madre murió de mal de Chagas cuando ella era una niña. 
Existen diferentes versiones sobre los años posteriores. Una es que habría viajado directamente desde Añatuya a Comodoro. Otra, que Margarita escapó de su casa mientras su madre aún estaba enferma y convaleciente. Esto último sostiene Nélida, la hermana de Margarita Barrientos.

### Trayectoria
Contrajo matrimonio con Isidro Antúnez con quien tuvo 9 hijos propios y 3 adoptados. En 1996 se mudó al barrio Los Piletones, en el sur de la ciudad de Buenos Aires. Allí comenzó con las tareas del comedor comunitario dando alimento a 15 personas, que fueron aumentando hasta llegar a 2.700 platos diarios de comida en 2018 y 5.000 en 2020.  En esa época mantenía el comedor y su casa en base al cirujeo. Con posterioridad comenzó a recibir donaciones de dinero y tickets para comestibles de los supermercados Disco. Luego fueron agregados al comedor otros servicios, como la guardería San Cayetano, el centro de salud Ángela Palmisano y un centro de día para personas mayores. En el barrio organizó clases de informática, de arte y de gimnasia. La Fundación construyó en el barrio un club de madres, uno de ancianos, dos jardines de infantes y un centro de atención a víctimas de violencia familiar.
En febrero de 2018, Barrientos inauguró un restaurante en un viejo vagón del subte estacionado a 200 metros de Los Piletones, con la idea de aportar fondos y visibilidad al trabajo en el comedor, y también para enseñar a cocinar. También prepara raciones de comida para gente en Cañuelas y en Santiago del Estero.
En 2020,  les daban de comer a más de 5.000 personas. Barrientos se quejó de que desde el comienzo de la pandemia, solamente dos veces había recibido ayuda del Ministerio de Desarrollo Social del Gobierno de Alberto Fernández.

Yo siempre dije que el comedor no tiene que existir. Lo que tiene que existir es el trabajo digno para la gente. La gente tiene que elegir lo que quiera comer, no elegir yo por ellos.

En agosto de 2024 Leonel Messi le mostró su apoyo al obsequiarle una camiseta firmada para ser subastada en la cena de recaudación anual de la Fundación Margarita Barrientos.

### Posición política
Tanto ella como su entorno apoyaron al PRO, así como a su principal referente Mauricio Macri, y a Horacio Rodríguez Larreta. En 2021 fue recibida por el presidente Alberto Fernández.

### Reconocimientos
- En 1999, recibió el reconocimiento de  “Mujer del año” por la Cooperadora de Acción Social (COAS).[1]
- En 2011, recibió el reconocimiento de Ciudadana Ilustre de la Ciudad de Buenos Aires.[1]
- En 2011, la Fundación fue declarada de Interés Social por la Legislatura de la Ciudad de Buenos Aires.[1]
- En 2018, la Fundación Konex le otorgó un Premio Konex - Diploma al Mérito como una de las dirigentes sociales más importantes de la última década en la Argentina.[23]
- Recibió el premio Domingo Faustino Sarmiento, que el Senado de la Nación otorga a las mujeres destacadas argentinas.[1]

### Controversias
En 2016, Barrientos negó que sus hijos trabajaran para el Gobierno de Macri y dijo que decían eso para «pegarle al Gobierno».